# Saint-Élie-d'Orford
Saint-Élie-d'Orford est une ancienne municipalité de la province de Québec. Elle a été fusionnée à la ville de Sherbrooke le 1er janvier 2002. Elle est maintenant comprise dans l'arrondissement Rock-Forest–Saint-Élie–Deauville de Sherbrooke.
Le 1er novembre 1881, l'abbé Charles-Édouard Millette, curé de Saint-Patrice de Magog, célébra une première messe dans une maison d'école. Mgr Antoine Racine adressa une lettre aux fidèles de la mission d'Orford; il leur donna comme patron saint Élie, en l'honneur de Mgr Alfred-Élie Dufresne, premier prêtre à visiter la colonie en 1862. La première chapelle fut bénie le 11 octobre 1885 et le premier presbytère érigé l'été suivant.
L'abbé Dominique-Olivier Godin fut le premier curé résident (1886) ; les premiers registres datent de 1887; la paroisse fut érigée canoniquement le 8 février 1889. À la suite d'un incendie, le 11 mai 1916, on décida de bâtir une nouvelle église et un nouveau presbytère. Ces deux nouveaux édifices furent bénis le 6 juillet 1919. Le 14 janvier 1950, une tempête arracha le clocher de l'église et le projeta vers le presbytère.
On reconstruisit ce clocher avec une structure plus simple. Depuis les années 1970, cette paroisse a connu une explosion démographique; cette communauté chrétienne regroupe maintenant plus de 3 000 familles. Saint-Élie-d'Orford a joint les rangs de la ville nouvelle de Sherbrooke le 1er janvier 2002.
Près de 3 400 résidences soit environ 12 000 personnes sont disséminées sur le territoire de la paroisse Saint-Élie-d’Orford.
Plusieurs de ces familles vivent dans les secteurs urbains de Saint-Élie : Ma Villa 1 et 2, les Jardins Marie-Victorin, le secteur de La Butte aux bouleaux...

## Dates importantes
- 1881 : première messe célébrée par l'abbé Charles-Edouard Millette
- 1886 : premier curé résident
- 2002 : fusion municipale avec la ville de Sherbrooke

## Serres St-Élie
Depuis 2024, les Serres St-Élie offrent au public un espace propice à l'étude, au travail ou à la détente.

## Personnalités importantes
- Premier curé : l'abbé Dominique-Olivier Godin
- Le poète Alfred Desrochers